# سنت لينكولن
سنت لينكولن (يُطلق عليه أحيانًا اسم بنس لينكولن) هو عملة معدنية بقيمة سنت واحد سكتها دار سك العملة الأمريكية منذ عام 1909. صمم الوجه أو وجه العملة بواسطة فيكتور ديفيد برينر، كما كان الوجه الخلفي الأصلي، والذي يصور ساقين من القمح (ومن ثم «عملات القمح»، التي ضربت في الفترة 1909-1958). وقد شهدت العملة المعدنية عدة تصاميم عكسية أو ذيلية، وهي الآن تحمل تصميمًا لليندال باس يصور درع الاتحاد. جميع العملات المعدنية التي ضربتها حكومة الولايات المتحدة بقيمة1⁄100يُطلق الدولار اسم سنتات لأن الولايات المتحدة كانت دائمًا تسك العملات المعدنية باستخدام الكسور العشرية. لقب البنس هو استمرار للعملات المعدنية التي ضربت في إنجلترا، والتي أصبحت عشرية بالنسبة للعملات المعدنية في عام 1971.
في عام 1905، قاموا بتعيين النحات أوغسطس سانت جودنز من قبل دار سك العملة لإعادة تصميم العملة المعدنية البالغة سنتًا واحدًا والعملات الذهبية الأربع، وهو الأمر الذي لم يتطلب موافقة الكونغرس. في نهاية المطاف، عدل اثنين من التصميمات التي اقترحها سانت جودنز للسنت لتناسب القطع الذهبية، لكن سانت جودنز توفي في August 1907 قبل تقديم تصميمات إضافية للسنت. في January 1909، تعاقدت دار سك العملة مع برينر لتصميم عملة معدنية تحمل صورة الرئيس الراحل أبراهام لينكون، وكان عام 1909 هو العام المئوي لميلاده. كان هذا أول تصميم متداول على نطاق واسع لرئيس الولايات المتحدة على عملة معدنية، وهي الفكرة التي كانت تعتبر ملكية للغاية في الماضي، وخاصة من قبل جورج واشنطن. ومع ذلك، جاءت الموافقة في نهاية المطاف على تصميم برينر، وأصدرت العملات المعدنية الجديدة وسط اهتمام عام كبير في August 2 1909.
بمجرد إصدار العملات المعدنية، اعتبرت الأحرف الأولى من اسم برينر (VDB)، الموجودة على الجانب الخلفي عند قاعدتها، بارزة للغاية، وأُزيلت في غضون أيام من الإصدار. رممت الأحرف الأولى، هذه المرة بحجم أصغر، على كتف لينكولن، في عام 1918. كانت العملة المعدنية ذات السنت الواحد تُضرب في الأصل من 95% من النحاس، ثم تغيرت لمدة عام إلى الفولاذ المطلي بالزنك في عام 1943 حيث كان النحاس مطلوبًا للمساعدة في المجهود الحربي. ثم عادت الدار إلى استخدام 95% من النحاس حتى عام 1982، عندما أدى التضخم إلى ارتفاع سعر النحاس، وتغيرت التركيبة إلى الزنك مع طبقة خارجية من النحاس. استبدلت وجه قمح برينر في عام 1959 بتصوير نصب لنكولن التذكاري الذي صممه فرانك جاسبارو، بمناسبة الذكرى المئوية والخمسين لميلاده. استبدل الوجه الخلفي للنصب التذكاري لنكولن في عام 2009 بأربعة تصميمات تذكارية بمناسبة الذكرى المئوية الثانية لميلاد لنكولن. ابتداءً من عام 2010، صاغ تصميم درع باس.

## سنت القمح (1909–1958)

### بداية

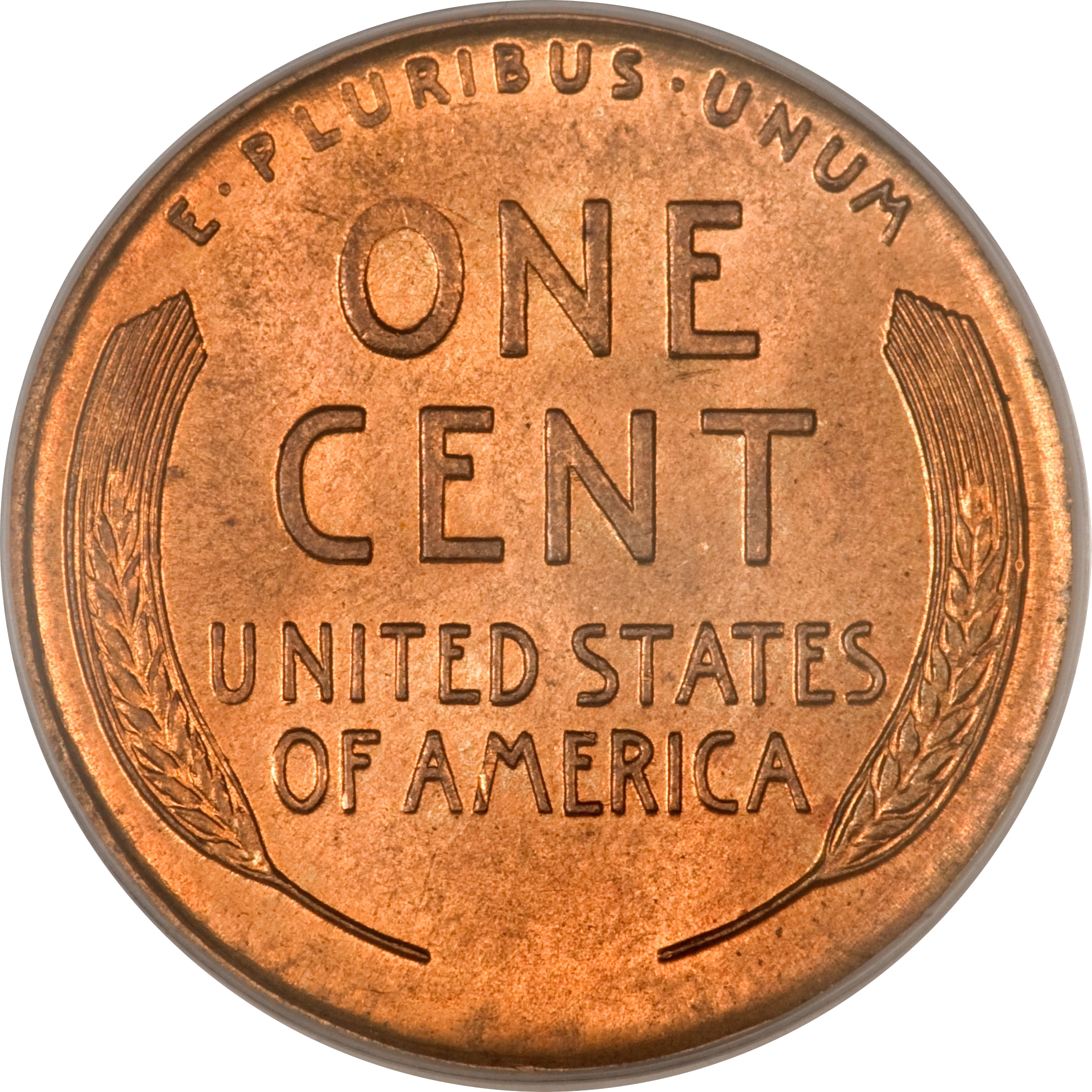
سنت قمح معكوس

في عام 1904، كتب الرئيس ثيودور روزفلت إلى وزير الخزانة، ليزلي مورتييه شو، يشكو من افتقار العملات الأمريكية إلى القيمة الفنية، ويستفسر عما إذا كان من الممكن تعيين فنان خاص، مثل النحات أوغسطس سانت جودنز، لإعداد تصاميم عملات جديدة. بناءً على تعليمات روزفلت، تعاقدت دار سك العملة مع سانت جودنز لإعادة تصميم السنت والقطع الذهبية الأربع: النسر المزدوج (20 دولارًا)، والنسر (10 دولارات)، ونصف النسر (5 دولارات)، وربع النسر (2.50 دولارًا). وبما أن تصميمات تلك القطع ظلت كما هي لمدة 25 عامًا، سنوات، يمكن تغييرها دون الحاجة إلى قانون من الكونغرس. قدم سنت رأس الهندي، الذي حل محله سنت لينكولن، في عام 1859.
كان سانت جودنز قد تصور في الأصل تصميم نسر طائر للسنت، ولكن بناءً على طلب روزفلت، قام بتطويره للنسر المزدوج بعد أن علم أنه بموجب القانون، لا يمكن أن يظهر النسر على السنت. يتذكر الكاتب والصديق ويتر باينر أنه في January 1907، أصيب سانت جودنز بمرض خطير وهو السرطان، وكان يُحمل إلى مرسمه لمدة عشر دقائق يوميًا لانتقاد عمل مساعديه في المشاريع الحالية، بما في ذلك السنت. في فبراير، أرسل سانت جودنز إلى روزفلت تصميمًا للوجه الأمامي للعملة المعدنية يظهر صورة الحرية. اقترح روزفلت إضافة غطاء رأس حربي أمريكي أصلي، قائلًا: "لا أرى سببًا يمنعنا من استخدام غطاء رأس تقليدي من النوع الأمريكي البحت لشخصية الحرية". في May 1907 ، أصدر روزفلت تعليمات بتطوير التصميم الهندي للنسور بدلاً من ذلك. كان سانت جودنز في ذلك الوقت في حالة صحية متدهورة؛ حيث توفي في August 3 1907، دون أن يقدم تصميمًا آخر للسنت. 
مع إعادة تصميم الفئات الذهبية الأربع التي اكتملت بحلول عام 1908، وجه روزفلت اهتمامه إلى السنت. كان من المقرر أن تحل الذكرى المئوية لميلاد الرئيس المغتال أبراهام لينكولن في February 1909، وقد إصدر بالفعل أعداد كبيرة من الهدايا التذكارية المصنعة بشكل خاص. كتب العديد من المواطنين إلى وزارة الخزانة، مقترحين إصدار عملة معدنية تحمل اسم لينكولن، وكان روزفلت مهتمًا بتكريم زميله الجمهوري. كان هذا بمثابة انقطاع عن التقاليد النقدية الأمريكية السابقة؛ فقبل سنت لينكولن، لم تكن أي عملة أمريكية متداولة بانتظام تحتوي على شخص حقيقي (على عكس التجسيدات المثالية، مثل "الحرية"). كان العديد من الكتاب قد اقترحوا نصف دولار لينكولن، ولكن تصميم تلك العملة تغير في عام 1892 ولم يكن من الممكن تغييره بعد دون موافقة الكونغرس. بحلول ذلك الوقت، كان روزفلت في منصبه كرئيس جديد، وكان متردداً في إشراك الكونغرس.
في أواخر عام 1908، جلس روزفلت أمام النحات فيكتور ديفيد برينر، الذي كان يصمم ميدالية للجنة قناة بنما. ورغم أن محتويات محادثاتهم لم تسجل مطلقًا، يبدو أنهم ناقشوا خطط روزفلت لإعادة تصميم العملات المعدنية. كان روزفلت معجبًا بلوحة تذكارية للينكولن من عام 1907 أنتجها الفنان. من غير المؤكد كيف اختاروا برينر لتصميم العملة المعدنية، ولكن في January 1909، اتصل مدير دار سك العملة فرانك أ. ليتش ببرينر لطلب أتعابه لتصميم العملة المعدنية. ذكر برينر في مراسلاته مع ليتش أن الرئيس أعجب بتصميم لينكولن الخاص به؛ ولا يوجد دليل على أن برينر فكر في أي مفهوم آخر للقطعة.

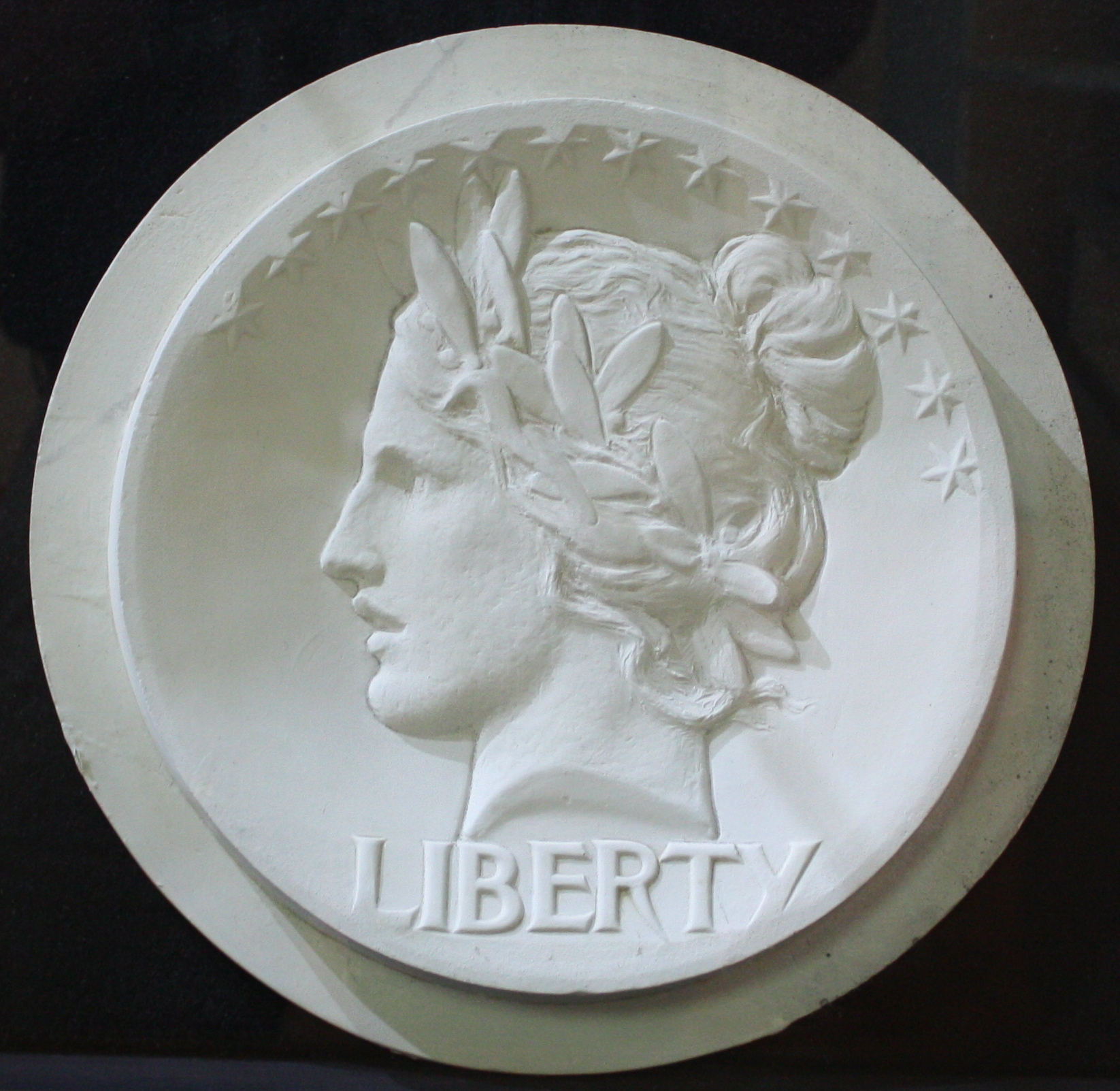
نموذج Saint-Gaudens للوجه الثاني للعملة المعدنية. وبعد إضافة غطاء رأس هندي، تطور التصميم لاحقًا لعملات النسر الذهبية.

### تصميم
يتبع تصميم برينر للوجه الأمامي بشكل وثيق صورة لينكولن التي استخدمها في أعمال أخرى، مثل لوحة المكتب التي صنعها لشركة Gorham Manufacturing Company في عام 1907. يقترح المؤرخ المتخصص في علم العملات روجر بورديت أن برينر استند في عمله إلى صورة فوتوغرافية للينكولن التقطت عام 1864 في استوديو ماثيو برادي بواسطة أحد مساعديه. ومع ذلك، يضيف بورديت أنه في رسالة April 1 1909، ذكر برينر أنه عند إنتاج التصميم، تصور لينكولن وهو يقرأ لطفل، عندما شعر النحات أن لينكولن سيكون في أوج عطائه. ويشير هذا إلى أن برينر ربما استوحى إلهامه من صورة برادي الشهيرة التي تصور لينكولن مع ابنه تاد. في دراسة أجريت عام 2012 ونشرت في مجلة Coin World، اقترح المؤرخ العملاتي فريد ريد أن عمل برينر عن لينكولن كان يعتمد على صورة برادي للينكولن في الجانب الأيمن والتي التقطت في نفس يوم الصورة مع ابنه (كان هناك العديد من الصور الملتقطة في هذه الجلسة). نظرًا لأن الصورة المعنية أظهرت فقط رأس لينكولن وكتفيه، يشير ريد إلى أن برينر حصل على تفاصيل إضافية من صورة حملة عام 1860 للينكولن بلا لحية.
في 18 يناير 1909، قدم برينر نماذج إلى دار سك العملة تحمل صورة لينكولن على الوجه، وتصميمًا خلفيًا مشابهًا جدًا لذلك الموجود على العملات الفضية الفرنسية الحالية في ذلك الوقت، ويظهر فرع شجرة. كما اقترح تصاميم لنصف دولار لينكولن، يظهر فيها الرئيس الراحل على أحد الجانبين، وتصميم يمثل الحرية واقفاً - وهو تصميم متطابق تقريباً مع وجه العملات الفرنسية نفسها. ورد ليتش في February 2 بأنه لا يمكن إجراء أي تغيير على نصف الدولار دون موافقة الكونغرس. بحلول February 9 ، اكتشف ليتش أصل تصميم الفرع - على الرغم من أن المؤرخ العملاتي دون تاكساي يلاحظ أنه من الغريب أن ليتش لم يكتشف مصدر تصميم الحرية القائم، نظرًا لأنهما كانا على جانبين متقابلين من نفس العملات الفرنسية. لم يواجه ليتش النحات بالاقتراض الفني، بل استبعد بدلاً من ذلك التصاميم المقدمة باعتبارها غير مناسبة لظهر العملة المعدنية. وحث النحات على إعداد تصميم بسيط، يحمل التسمية، واسم البلاد، والشعار " من التعدد واحد". عمل برينر بسرعة، وفي February 17، سلم نماذج لكل من الوجه الأمامي والخلفي للعملة المعدنية النهائية، على الرغم من وجود تمثال نصفي أكبر إلى حد ما للينكولن، وحذف شعار " نحن نثق في الله". كعنصر تصميم على الجانب الخلفي، استخدم برينر سنبلتين من القمح الصلب. وقد عُرضت التصاميم على الرئيس روزفلت، الذي وافق عليها على الرغم من أن روزفلت اشترط كتابة "UNITED"، التي كتب برينر "VNITED"، بالطريقة التقليدية. بعد أن فحص ليتش النماذج، اعترض على حقيقة أن برينر وضع لقبه الكامل على الوجه الأمامي. وكتب برينر في المقابل: "سأخرجها وأضعها بأحرف صغيرة على الوجه الخلفي."
في الرابع من مارس عام 1909، وهو اليوم الذي غادر فيه روزفلت منصبه، ليحل محله ويليام هوارد تافت، التقى برينر مع النقاش تشارلز إي. باربر في فيلادلفيا. كتب باربر إلى ليتش، مقترحًا أن تصميمات برينر يجب تعديلها لتصبح مناسبة للعملات المعدنية. في March 15، كتب برينر إلى ليتش موضحًا أن باربر لم يكن في عجلة من أمره لإنتاج العملات المعدنية الجديدة. كما اشتكى برينر من أن الدار فقدت تفاصيلها لأنها قلصت النماذج الكبيرة إلى محاور بحجم العملات المعدنية. لقد تعرض باربر لانتقادات شديدة بسبب فقدانه للتفاصيل بهذه الطريقة مع العملات الذهبية الجديدة، ولم يبد أي اعتراض على إجراء التخفيضات بواسطة صائغ فضة خارجي. بعد أن قامت شركة Medallic Art Company في نيويورك بإعداد العديد من المحاور، قام باربر بغرق قالب رئيسي وإرساله إلى برينر لإعادة لمسه.

إعدت الأنماط من القوالب، لكن باربر وليتش لم يكونا راضين عن القطع. في May 22 ، كتب ليتش إلى برينر،
يجب أن أخبرك أنني لم أكن راضيًا عن الإثبات الأول لسنت لينكولن. لقد وجدت أنك لم تقم بإسقاط صورة لينكولن لأسفل حتى يقترب الرأس من مركز العملة. ... ولذلك طلبت من السيد باربر أن يقدم لي دليلاً على هذا التغيير، وبما أن هذا قد ترك مساحة فارغة كبيرة في الأعلى، فقد قررنا أنه سيكون من الأفضل وضع شعار "نحن نثق في الله". وقد أدى هذا التغيير إلى تحسن ملحوظ في مظهر العملة المعدنية.
في 26 مايو، عرضت عينات من العملة الجديدة مع الشعار وبدونه على الرئيس تافت، الذي اختار النسخة التي تحمل الشعار. أتت الموافقة رسميًا على العملة المعدنية من قبل وزير الخزانة فرانكلين ماكفيج في July 14 وتم تحديد تاريخ الإصدار في August 2 1909.

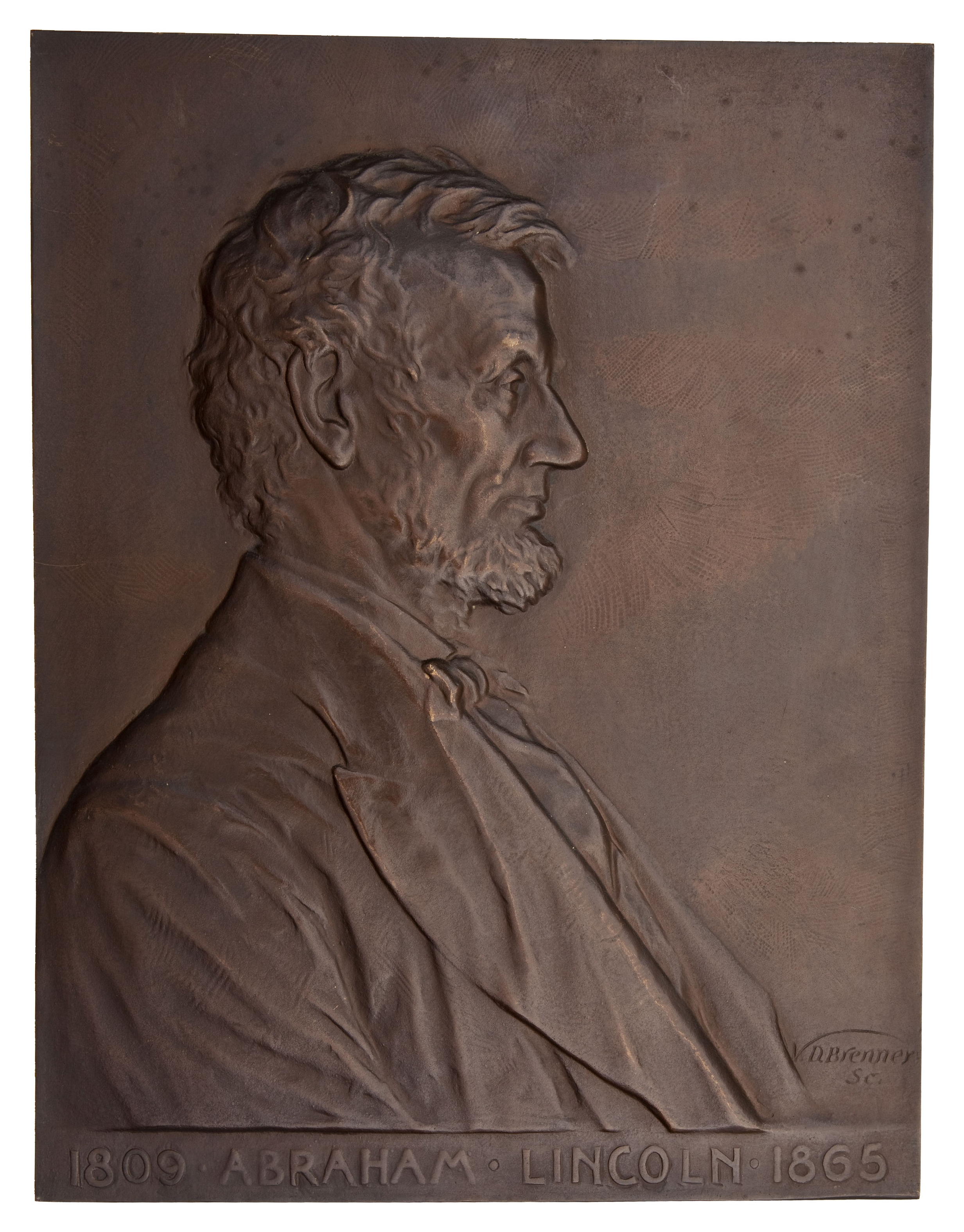
لوحة برينر التي تصور أبراهام لينكولن عام 1907
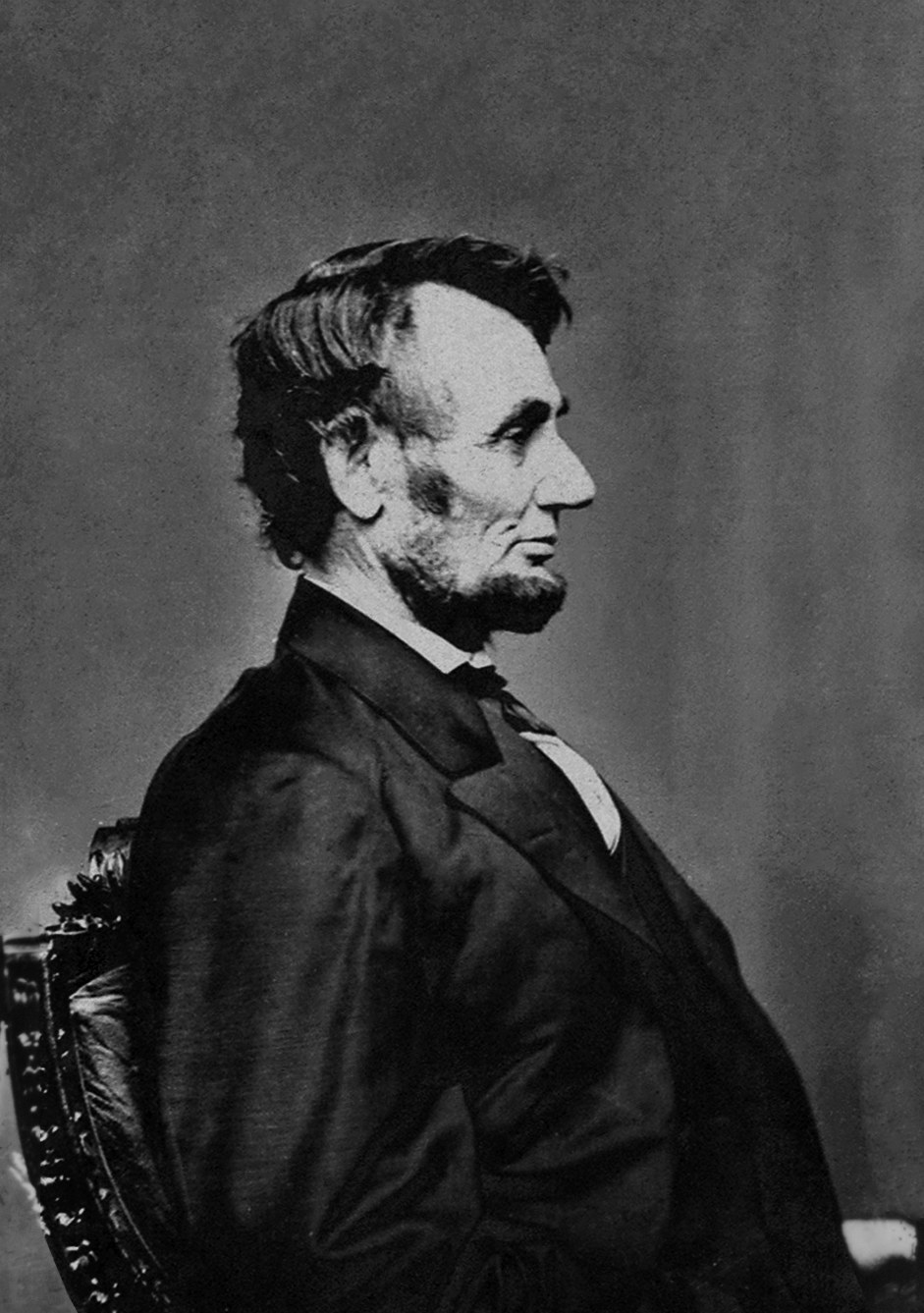
صورة "The Penny Profile"، 9 فبراير 1864
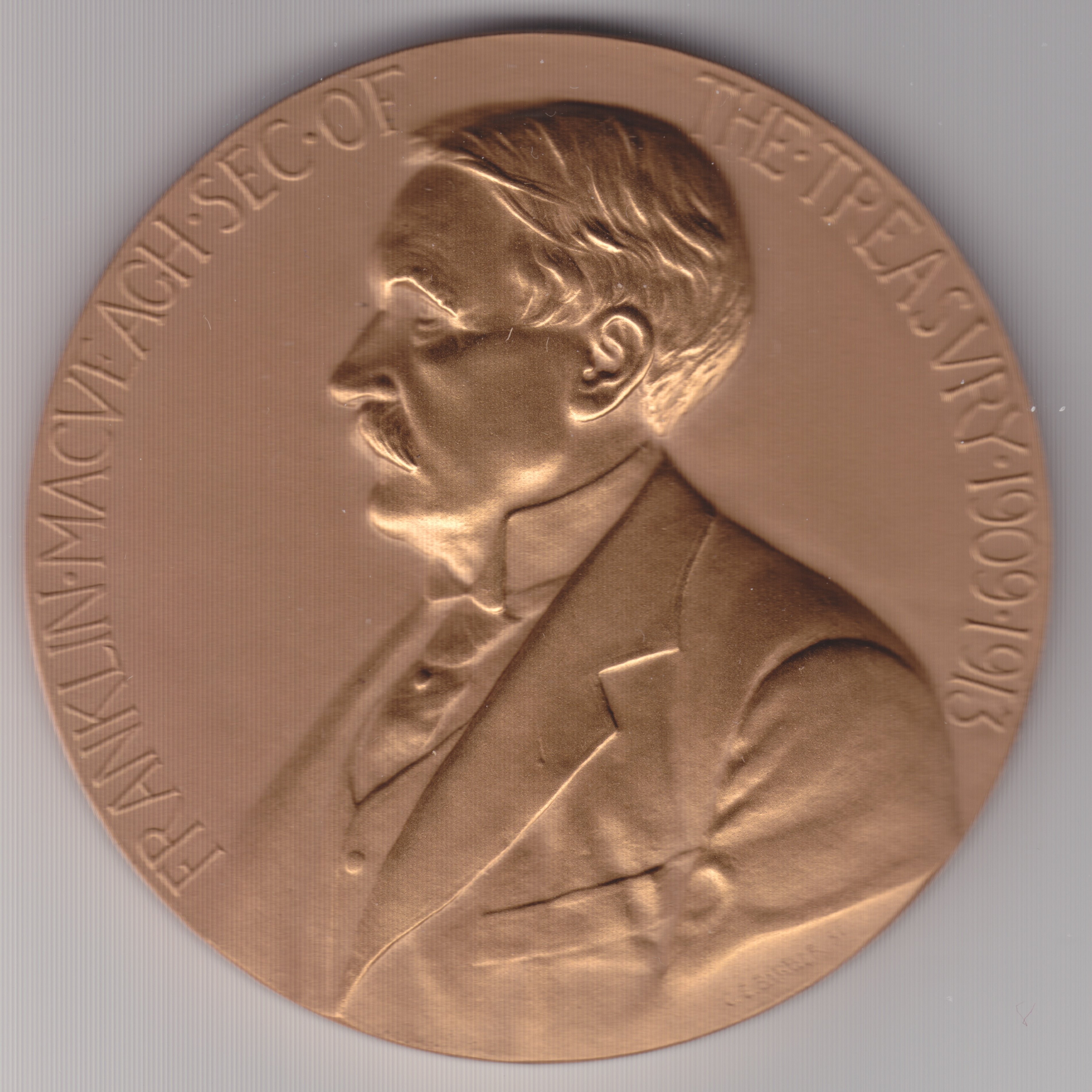
وزير الخزانة فرانكلين ماكفيغ (مصور على ميدالية دار سك العملة)
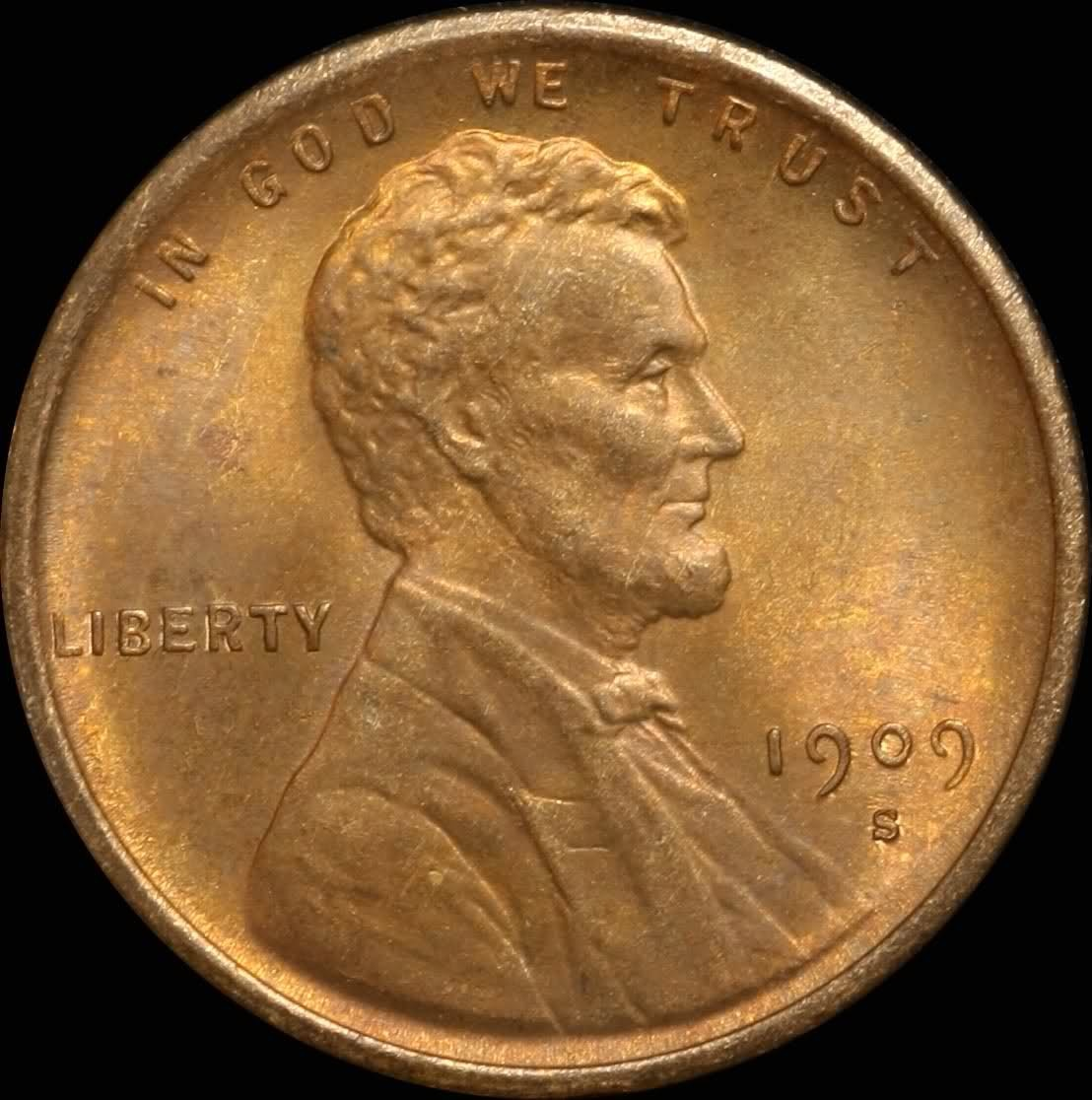
سنت لينكولن 1909-S

### الأطلاق

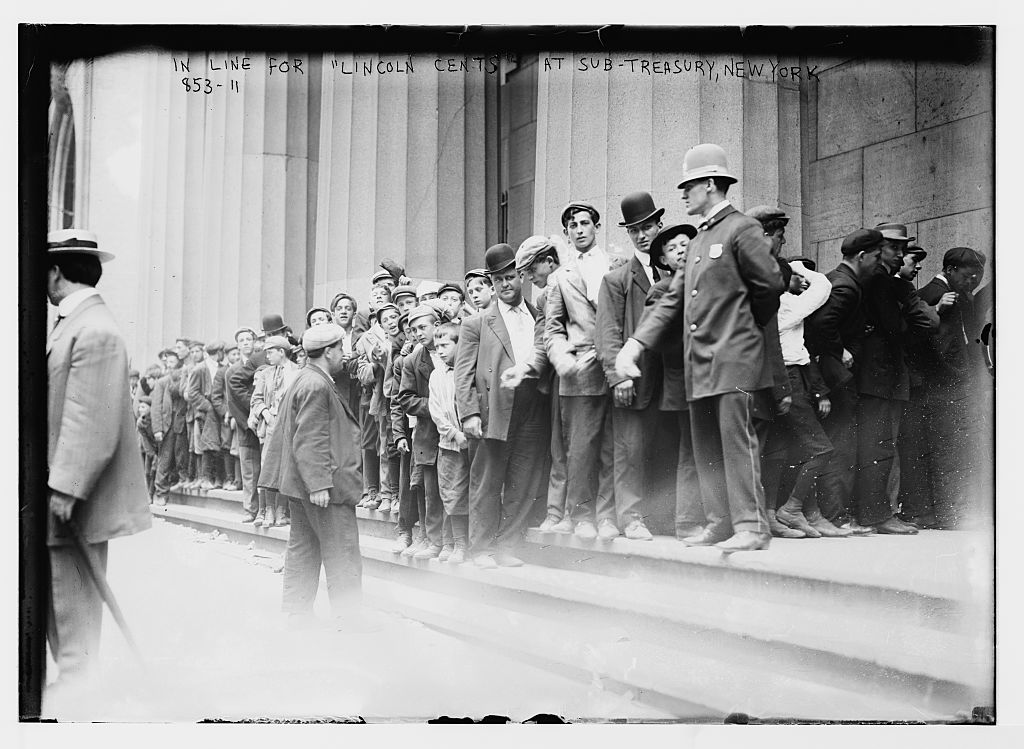
يصطف الجمهور لشراء سنتات لينكولن خارج مبنى الخزانة الفرعية ، مدينة نيويورك، أغسطس/آب 2، 1909.

قامت دار سك النقود في فيلادلفيا بضرب 20 مليون قطعة من العملة الجديدة حتى قبل أن يعلن السكرتير ماكفيغ عن تصميمها رسميا. كانت قوالب دار سك العملة في سان فرانسيسكو، التي إعدت في فيلادلفيا، جاهزة للشحن إلى سان فرانسيسكو في June 22 .
وكان هناك اهتمام عام كبير بالعملات المعدنية الجديدة، خاصة وأن دار سك العملة لم تسمح بطباعة صور العملة الجديدة في الصحف. لم تهدأ بعد حمى لينكولن التي أشعلتها الذكرى المئوية، وكان هناك تكهنات واسعة النطاق حول تصميم العملة المعدنية. قررت دار سك العملة التخطيط لإصدار متزامن للعملة في جميع أنحاء الولايات المتحدة في August 2، وإرسل ما كان يُعتقد أنه إمدادات كافية إلى فروع وزارة الخزانة. 
في صباح الثاني من أغسطس/آب 1909، تشكلت طوابير طويلة خارج منشآت وزارة الخزانة في مختلف أنحاء الولايات المتحدة. تمكن بعض المتقدمين الأوائل من الحصول على جميع العملات المعدنية التي أرادوها، ولكن سرعان ما توزعت القطع: سُمح للمتقدمين في وزارة الخزانة الفرعية في نيويورك بالحصول على 100 قطعة. قطعة لكل شخص؛ أولئك الذين سعوا للحصول على العملات المعدنية في دار سك النقود في فيلادلفيا سُمح لهم بقطعتين فقط لكل منهم. تداولت العملات المعدنية في السوق الثانوية خارج دار سك العملة في فيلادلفيا مقابل ربع دولار لكل منها حتى استقرت الأسعار عند خمسة سنتات لكل بنس جديد. وكان العديد من بائعي الصحف من بين المستفيدين من العملات المعدنية الجديدة؛ حيث تجمعت الحشود حول النوافذ حيث كانت العملات المعدنية معروضة للبيع في واشنطن حتى استعادة النظام.

#### الأحرف الأولى من اسم برينر
أصبحت الأحرف الأولى من اسم برينر، التي وضعها في قاعدة الوجه الخلفي، مصدرًا للجدل على الفور - في فترة ما بعد الظهر من August 2 ، استفسرت صحيفة واشنطن ستار من وزارة الخزانة عن الأحرف الأولى. ظهرت اقتباسات في الصحف من مسؤولين مجهولين (ربما مختلقين) في وزارة الخزانة، يرون أن العملات المعدنية غير قانونية بسبب الأحرف الأولى، والتي اعتبرت بمثابة إعلان. في August 5، أمر وزير الخزانة ماكفيج بتعليق سك العملة المعدنية من فئة السنت حتى يمكن سك العملة المعدنية مع وضع حرف "B" غير واضح لبرينر على العملة المعدنية. ومع ذلك، فإن إزالة الأحرف الأولى وضرب قطع جديدة بدون هذه الأحرف من شأنه أن يؤدي إلى تأخير سك العملة لمدة ثلاثة أيام؛ كما أن محو الأحرف الأولى وإدخال الحرف "B" من شأنه أن يؤدي إلى تأخير سك العملة لمدة 14 يومًا. أمر مساعد وزير الخزانة إليوت نورتون، بعد اجتماعه مع باربر، بأن تسك العملات المعدنية بدون الأحرف الأولية.  وقرر محامي وزارة الخزانة موريس أوكونيل أن استبعاد الأحرف الأولى لا يشكل تغييرًا في التصميم والذي لا يمكن تنفيذه إلا بالانتظار لمدة 25 دقيقة. سنوات أو الحصول على موافقة الكونغرس. كما عارض باربر الاحتفاظ بالحرف الأول "B" خوفًا من أنه نظرًا لأنه استخدم حرفًا أوليًا متطابقًا على عملات باربر الخاصة به، فتعتبر العملة الجديدة من عمله، ووفقًا لنورتون، "إنه غير مستعد لتحمل المسؤولية الشخصية عن بنس لينكولن الذي عارضه دائمًا ولا يعتبره عملة ناجحة".

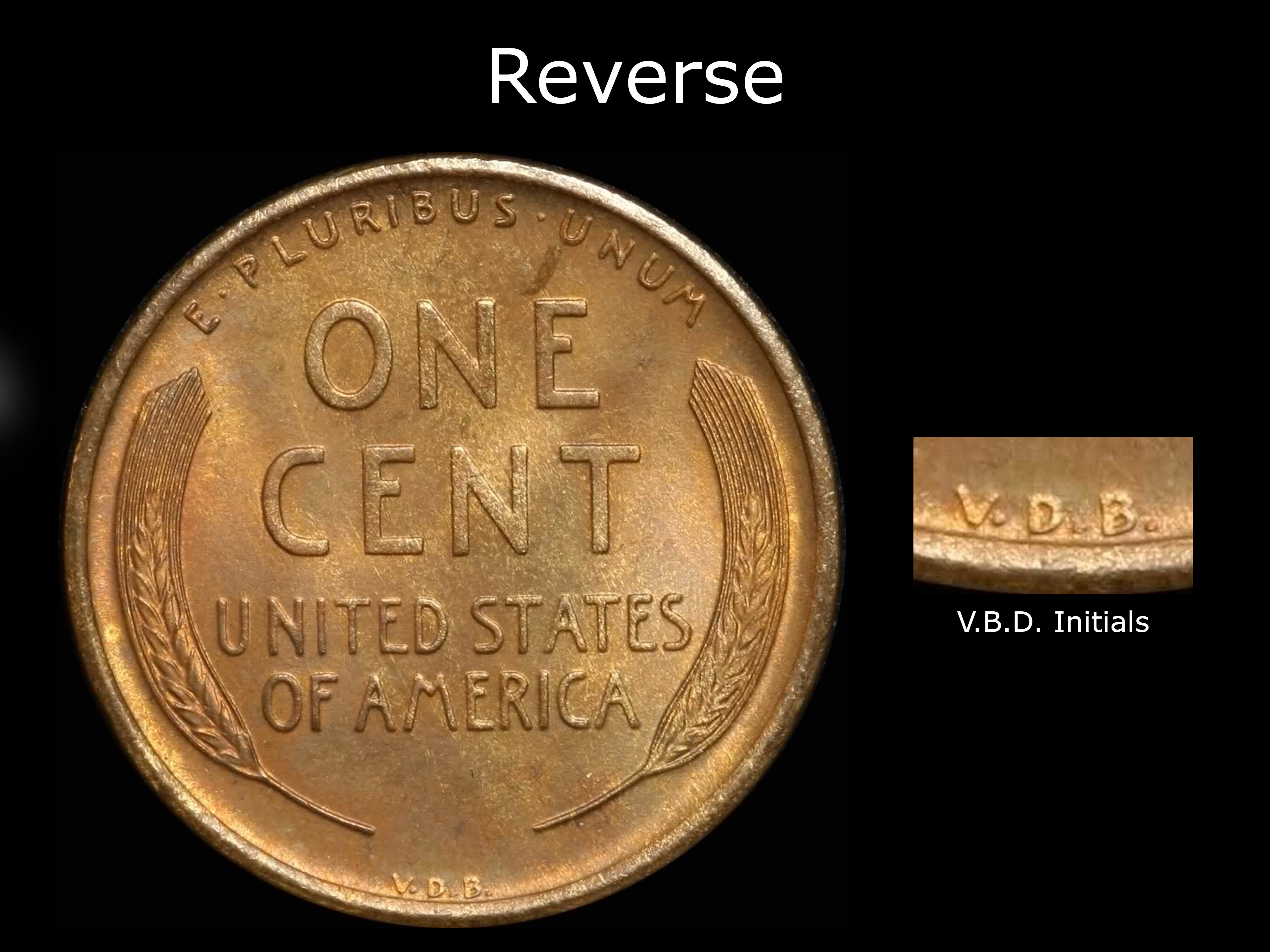
عملة معدنية من طراز VDB Lincoln Cent موديل 1909

اعترض برينر على إزالة الأحرف الأولى من اسمه، لكن احتجاجاته لم تجدي نفعا. كانت العملات المعدنية التي لا تحمل الأحرف الأولى من اسم برينر قيد الإنتاج بحلول August 12 1909. أثناء التوقف، اشتكى أصحاب ماكينات البيع والقمار من أن العملات المعدنية الجديدة كانت سميكة للغاية بحيث لا تتناسب مع ماكيناتهم. استدعي باربر من إجازته في كيب ماي، نيو جيرسي، للتعامل مع الشكاوى. أمر ليتش بإجراء تغييرات على السنت الجديد، لكن باربر قاوم أوامر ليتش، وفي النهاية نجح في ذلك - حيث قام مصنعو آلات البيع والفتحات بتعديل آلاتهم لتناسب السنت الجديد، وليس العكس. بحلول نهاية عام 1909، أصبح العرض من السنتات الجديدة في النهاية متوافقًا مع الطلب.
ويشير بوريت إلى أنه لو كان ماكفيغ يتمتع بخبرة أكبر في وظيفته، لكان أقل قلقاً بشأن الأحرف الأولى. كان سانت جودنز قد وقع بشكل بارز على وجه العملة بنسره المزدوج، وكان تصميم جورج تي مورغان للدولار الفضي يحتوي على حرف "M" على جانبي القطعة.

### الإنتاج
سكت عملات معدنية من فئة سنتات تحمل الأحرف الأولى من اسم برينر أو لا تحملها في فيلادلفيا وسان فرانسيسكو في عام 1909. العملات المعدنية التي ضربت في فيلادلفيا لا تحمل علامة دار سك العملة؛ أما تلك التي ضربت في سان فرانسيسكو فقد ميزت بحرف S. وفي حين ضرب ما يقرب من 28 مليون سنت من فيلادلفيا من نوع VDB، مما يجعلها شائعة جدًا، فإن سنت 1909-S الذي يحمل الأحرف الأولى من اسم برينر (يُطلق عليه عادةً 1909-S VDB ) هو أندر سنت لنكولن من حيث التاريخ وعلامة دار السك، حيث إصدر 484000 سنت فقط للتداول. في عام 1911، بدأت دار سك العملة في دنفر في ضرب العملات المعدنية التي تحمل علامة السك D، وفي معظم السنوات في العقود التالية، قامت دور السك الثلاث بضرب العملات المعدنية التي تحمل علامة السك D. في عام 1916، قام باربر بتعديل التصميم، مما أدى إلى ظهور خد لينكولن ومعطفه بشكل أقل تجعدًا. أُجري هذا التعديل لتمديد عمر القالب.
في عام 1917، وهو العام الذي شهد وفاة باربر في منصبه عن عمر يناهز 77 عامًا، تسبب الاقتصاد في زمن الحرب في نقص في السنتات. في هذا الوقت، لم تكن عملة سنت لينكولن قد أصبحت بعد هي العملة المهيمنة في التداول؛ حيث كانت أربعة أخماس العملات المتداولة من تصميم Indian Head القديم. استمر الطلب على السنت في الارتفاع عندما فرض ضريبة على السلع الكمالية، وكانت السنتات ضرورية لإجراء التغيير. في عام 1918، استعادت الأحرف الأولى من اسم برينر إلى العملة المعدنية، حيث ظهرت في المكان الذي قطع كتف لينكولن بواسطة حافة العملة المعدنية.
شهد عام الركود 1922 طلبًا أقل من المعتاد على العملات المعدنية في التجارة، وسك القليل من السنتات. في ذلك الوقت، كانت القوالب تُصنع في فيلادلفيا فقط؛ وكان لدى دار سك العملة في دنفر طلبات معلقة على العملات المعدنية من فئة سنتات ذلك العام. عندما تقدم دنفر إلى دار سك العملة في فيلادلفيا للحصول على المزيد من القوالب (لم تسك سنتات في فيلادلفيا أو سان فرانسيسكو في ذلك العام)، قيل له إن دار سك العملة في فيلادلفيا لا يمكنها توفير المزيد من قوالب السنتات، حيث كانت منخرطة بشكل كامل في إعداد القوالب الخاصة بدولار السلام. لقد استجابت دنفر لطلبياتها من خلال الضرب بقالب وجه مهترئ، مما ترك انطباعًا أضعف من المعتاد. في العديد من الضربات، تمتلئ علامة الدار على القالب بالزيت والأوساخ، مما ينتج عملات معدنية لا تظهر عليها علامة الدار، أو تظهر بشكل خافت فقط. القطعة العادية التي صدرت عام 1922 هي قطعة أخرى نادرة نسبيًا في سلسلة سنتات لينكولن.
عندما انتهت فترة الـ 25 عامًا التي لم يكن من الممكن خلالها تغيير سنت لينكولن دون موافقة الكونغرس، لم يكن هناك أي اهتمام باستبدال التصميم حيث ظلت العملة المعدنية شائعة. ابتداءً من عام 1936، تم سك العملات المعدنية المميزة لهواة الجمع لأول مرة منذ عام 1916. تم تصنيع هذه القطع في فيلادلفيا فقط، وسكت من قوالب مصقولة حتى أصبحت ناعمة كالمرآة.

### سنتات زمن الحرب
مع دخول الولايات المتحدة الحرب العالمية الثانية عام 1941، أصبح النحاس والقصدير، اللذين كانا يستخدمان في صناعة العملة المعدنية، في نقص حاد. اٌجريت التجارب من قبل العديد من الشركات بموجب عقد مع دار سك العملة؛ حيث قاموا باختبار العديد من المواد المعدنية وغير المعدنية، بما في ذلك الألياف، والزجاج المقسّى، والعديد من أنواع البلاستيك. استخدمت هذه التجارب تصميمات مختلفة، حيث لم يكن من الممكن أن تخرج سنتات لينكولن الفعلية من عهدة الحكومة. ومع استمرار التجارب، خفض إنتاج العملات البرونزية بشكل كبير في July 1942، وتوقف في ديسمبر. في December 18 1942، أعطى الكونغرس دار سك العملة الإذن بتغيير تكوين السنت لمدة ثلاث سنوات، وبعد خمسة أيام، أعلن وزير الخزانة هنري مورغنثاو أن العملة المعدنية ستكون مصنوعة من الفولاذ المطلي بالزنك. يشكل الزنك والحديد "زوجًا" كهرومغناطيسيًا؛ حيث يتآكل المعدنان سريعًا عند ملامستهما لبعضهما البعض في جو رطب. وسرعان ما اشتكى الجمهور من أن العملات المعدنية الجديدة أصبحت ملطخة ومتسخة. كانت هناك شكوى أخرى شائعة وهي الارتباك مع العملة المعدنية من فئة العشرة سنتات، واقترحت بعض الرسائل عمل ثقب في وسط العملات المعدنية الجديدة. رد مورغنثاو بأن القطع الجديدة سوف تصبح أغمق قريبًا، وأن الدار ستكون على استعداد لتغميقها إذا تمكنت من التوصل إلى عملية مناسبة.
وقد تحدد إنتاج سنت الحرب بموجب قانون الكونغرس الذي تمت الموافقة عليه في 18 ديسمبر 1942، والذي حدد أيضًا تاريخ انتهاء الصلاحية في 31 ديسمبر 1946. تشكل الفولاذ الكربوني منخفض الدرجة قاعدة هذه العملات المعدنية، والتي قاموا بطلاء الزنك عليها 0.0005-بوصة (0.013 مـم) مع ترسب سميك على كل جانب كهربائيًا كعامل وقائي للصدأ. تطبق هذا الطلاء على الفولاذ قبل صنع الفراغات، مما جعل حواف هذه العملات عرضة للصدأ بشكل كبير. حافظ على نفس الحجم، ولكن تقلل الوزن من 48 grain (3.1 غ) إلى 42 grain (2.7 غ) باستخدام سبيكة أخف وزنا. بدأ الإنتاج في 27 فبراير 1943، وبحلول 31 ديسمبر من ذلك العام، أنتجت منشآت دار السك الثلاثة 1,093,838,670 من العملات المعدنية بقيمة سنت واحد. كان النحاس المخصص للمجهود الحربي كافياً لتلبية الاحتياجات المشتركة لطرادين ومدمرتين و1243 حصنًا طائرًا و120 مدفعًا ميدانيًا و120 مدفع هاوتزر، أو ما يكفي لـ1250000 قذيفة لمدافع ميدانية كبيرة.
في ديسمبر 1943، أعلنت وزارة الخزانة الأمريكية أنه سيتوقف عن استخدام سنت الفولاذ بعد عام 1943، واستبداله بعملات معدنية تحتوي على 95% من النحاس و5% من الزنك (كانت سنتات ما قبل عام 1943 تحتوي على نفس النسبة من النحاس ولكنها قد تحتوي أيضًا على القصدير بدلاً من بعض الزنك). وذكرت الخزانة أيضًا أن بعض المعدن المستخدم في العملات الجديدة سيحصل عليه عن طريق صهر قذائف ذخيرة الأسلحة الصغيرة. ومع ذلك، يشك الكاتب المتخصص في علم العملات شين أندرسون، في دراسته لعملة لينكولن سنت، في أن أي أصداف قد صهرت، ربما باستثناء احتفالية. بعد الحرب، سحبت وزارة الخزانة بهدوء أكبر عدد ممكن من سنتات الفولاذ من التداول، بينما أنكرت أنها كانت تفعل ذلك - ولم يعترف علنًا بالبرنامج حتى عام 1959، حيث خشيت وزارة الخزانة أنه إذا كشف عنه علنًا، فسيتم تخزين العملات المعدنية. من المعروف أن هناك عددًا قليلًا من العملات البرونزية الصادرة عام 1943 والعملات الفولاذية الصادرة عام 1944، وهي ذات قيمة عالية. لا يُعرف سوى سنت واحد فقط من البرونز يعود إلى عام 1943-D؛ وقد بيع في September 2010 مقابل 1.7 دولار. مليون. باعت أحد العملات البرونزية الأربعة المعروفة لعام 1943-S إلى الرئيس المشارك لفريق البيسبول تكساس رينجرز بوب آر سيمبسون مقابل مليون دولار. وثقت عملة معدنية واحدة من عام 1943 مضروبة في 86.41% من القصدير و8.37% من الأنتيمون مع معادن أثرية أخرى في عام 2019. هناك أيضًا العديد من السنتات التي يعود تاريخها إلى عام 1943 والتي طليت بالنحاس لتقليد الندرة الحقيقية. يمكن تمييز هذه القطع عن الضربات المعدنية الأصلية باستخدام مغناطيس. من المرجح أن تكون الألواح المعدنية التي سكت العملات المعدنية غير المعدنية منها في عامي 1943 و1944 مخفية في معدات السك وسكت عندما استؤنفت عملية السك بعد نهاية العام  في سبتمبر 2010، سجل رقم قياسي عندما بيع سنت نحاسي فريد من نوعه من عام 1943-D مقابل 1.7 مليون دولار. هذا هو حاليا أغلى سنت لينكولن يباع على الإطلاق. عاد السنت إلى تكوينه قبل الحرب في عام 1944.

## تصميم نصب لنكولن التذكاري (1959–2008)

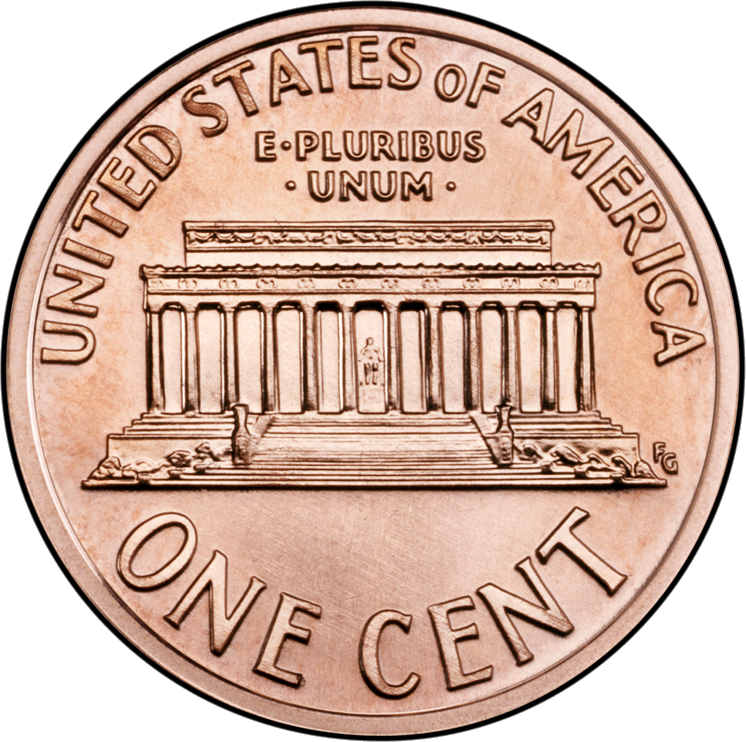
عملة لنكولن التذكارية على شكل سنت

في عام 1952، فكرت دار سك العملة في استبدال سنت لينكولن بتصميم جديد من تصميم كبير النقاشين جيلروي روبرتس، لكن مسؤولي دار سك العملة خشوا أن تكون إدارة أيزنهاور القادمة معادية لاستبدال سنت لينكولن بتصميم جمهوري. سكت عدة آلاف من القطع النقدية الصادرة عام 1955 باستخدام قالب مزدوج، وهي تعرض التاريخ المضاعف. كانت دار السك على علم بالقطع، وكانت تعلم أنها كانت في مكان ما ضمن مجموعة إنتاج كبيرة، لكنها اختارت الإفراج عنها، بدلاً من تدمير المجموعة بأكملها. لم يصبح هذا التنوع معروفًا على نطاق واسع حتى بعد عدة سنوات.
في صباح يوم الأحد الموافق 21 ديسمبر 1958، أصدر السكرتير الصحفي للرئيس أيزنهاور، جيمس هاغرتي، بيانًا صحفيًا يعلن فيه أن التصميم الجديد للوجه الخلفي للعملة المعدنية سيبدأ إنتاجه في January 2 1959. تطور التصميم الجديد، الذي صممه فرانك جاسبارو، من قبل وزارة الخزانة بالتشاور مع لجنة الذكرى المئوية الثانية والخمسين لتأسيس لينكولن. وافق الرئيس ووزير الخزانة روبرت ب. أندرسون على التصميم الجديد، والذي تضمن نصب لنكولن التذكاري في واشنطن العاصمة. وجاء التصميم الجديد بمثابة مفاجأة كاملة، حيث لم يسرب أي شيء عن الاقتراح. إصدرت العملة رسميًا في February 12 1959، وهو الذكرى السنوية المائة والخمسين لميلاد لينكولن، على الرغم من أن بعض القطع دخلت التداول مبكرًا.
وكان التصميم المختار نتيجة لمنافسة داخلية بين النقاشين في الدار. ولم يذهب غاسبارو شخصيًا لرؤية نصب لنكولن التذكاري، وهو مكان لم يسبق له أن زاره من قبل. وفقًا لأندرسون، ابتكر جاسبارو صورة "مذهلة" للنصب التذكاري، ومع ذلك، يذكر تاكساي أن التصميم "يبدو للوهلة الأولى وكأنه عربة ترولي". يصف المؤرخ العملاتي والتر برين تصميم جاسبارو بأنه "كارثة فنية".
كان هناك قدر كبير من الإثارة العامة حول العملات النقدية ذات "التاريخ الصغير" و"التاريخ الكبير" لعامي 1960 و1960-D، حيث كانت العملات ذات التاريخ الصغير هي الأكثر ندرة. خشيت دار سك العملة من أن ينكسر الجزء الداخلي من الصفر عند ثقبه في القالب أثناء عملية سك العملة، مما يعطي الصفر مظهرًا ممتلئًا. وللتقليل من فرصة حدوث ذلك، قامت الدار بتكبير التاريخ. بيعت أكياس مختومة من النقود بقيمة 1960 سنتًا، وقيمتها الإسمية 50 دولارًا، مقابل ما يصل إلى 12 ألف دولار. استمرت أسعار العملات المعدنية الصغيرة، والتي سك ما يقرب من مليوني قطعة منها في فيلادلفيا، في الارتفاع حتى عام 1964، عندما انفجرت الفقاعة. حوالي 500 million من التمور الصغيرة في دنفر (من إجمالي 1.5 ضربت (مليارات الدولارات)، وهي ليست نادرة بشكل خاص. يشير باورز إلى أن هناك ما يكفي من العملات المعدنية الصغيرة الصادرة في فيلادلفيا عام 1960 والتي من المعروف أنها متوفرة لكل عضو في الجمعية الأمريكية لعلم العملات، وكل مشترك في الدوريات الرئيسية الخاصة بالعملات المعدنية.
تغير تكوين العملة مرة أخرى بشكل طفيف في عام 1962. ورأى مسؤولو الدار أن حذف محتوى القصدير لن يكون له تأثير سلبي على خصائص ارتداء العملة المعدنية، في حين أن مزايا التصنيع التي يمكن الحصول عليها من السبائك المستقرة عند 95٪ من النحاس و 5٪ من الزنك ستكون ذات فائدة كبيرة. تضمنت السلطة الكونغرسية لهذا التعديل في قانون الكونغرس الذي قاموا بالموافقة عليه في 5 سبتمبر 1962.
في عام 1964، أدى ارتفاع سعر الفضة إلى اكتناز العملات الفضية من قبل الجمهور. ومع اختصار العملة، امتد الاكتناز إلى السنت، الذي أصبح أيضًا نادرًا في التداول. شعرت مديرة دار سك العملة إيفا آدامز أن جزءًا من سبب النقص هو قيام جامعي العملات بأخذ قطع من التداول، وأمر آدامز بعدم ظهور علامات السك على العملات المعدنية بعد الآن. استمر تأريخ العملات المعدنية من عام 1964 حتى نهاية عام 1965، وذلك باستخدام السلطة الممنوحة بموجب قانون العملات لعام 1965، وضربت جميع سنتات عام 1965 تقريبًا في عام 1966. بدأت دار سك العملة في ضرب الدايمات والأرباع المكسوة، لتحل محل القطع الفضية التي لن ينفقها الجمهور. على الرغم من توقف سك العملة في سان فرانسيسكو بعد عام 1955، إلا أن منشأة كاليفورنيا بدأت في إصدار السنتات مرة أخرى، على الرغم من عدم وجود علامات السك. في عام 1968، استعادت علامات السك إلى المائة. بدأت سان فرانسيسكو في سك عدد محدود من إضرابات التداول (والتي توقفت عن القيام بها بعد عام 1974) وبدأت في سك العملات المعدنية. بحلول هذا الوقت، أصبح المحور الرئيسي متهالكًا تمامًا وأصبحت ملامح لينكولن غير واضحة. بالنسبة للعملات المعدنية لعام 1969، إنتجت نسخة رئيسية جديدة للاستخدام في جميع دور سك العملة الثلاث وشحذت الميزات ونقلها بعيدًا عن حافة العملة، بينما توسعت الحروف.

### تغييرات في التكوين

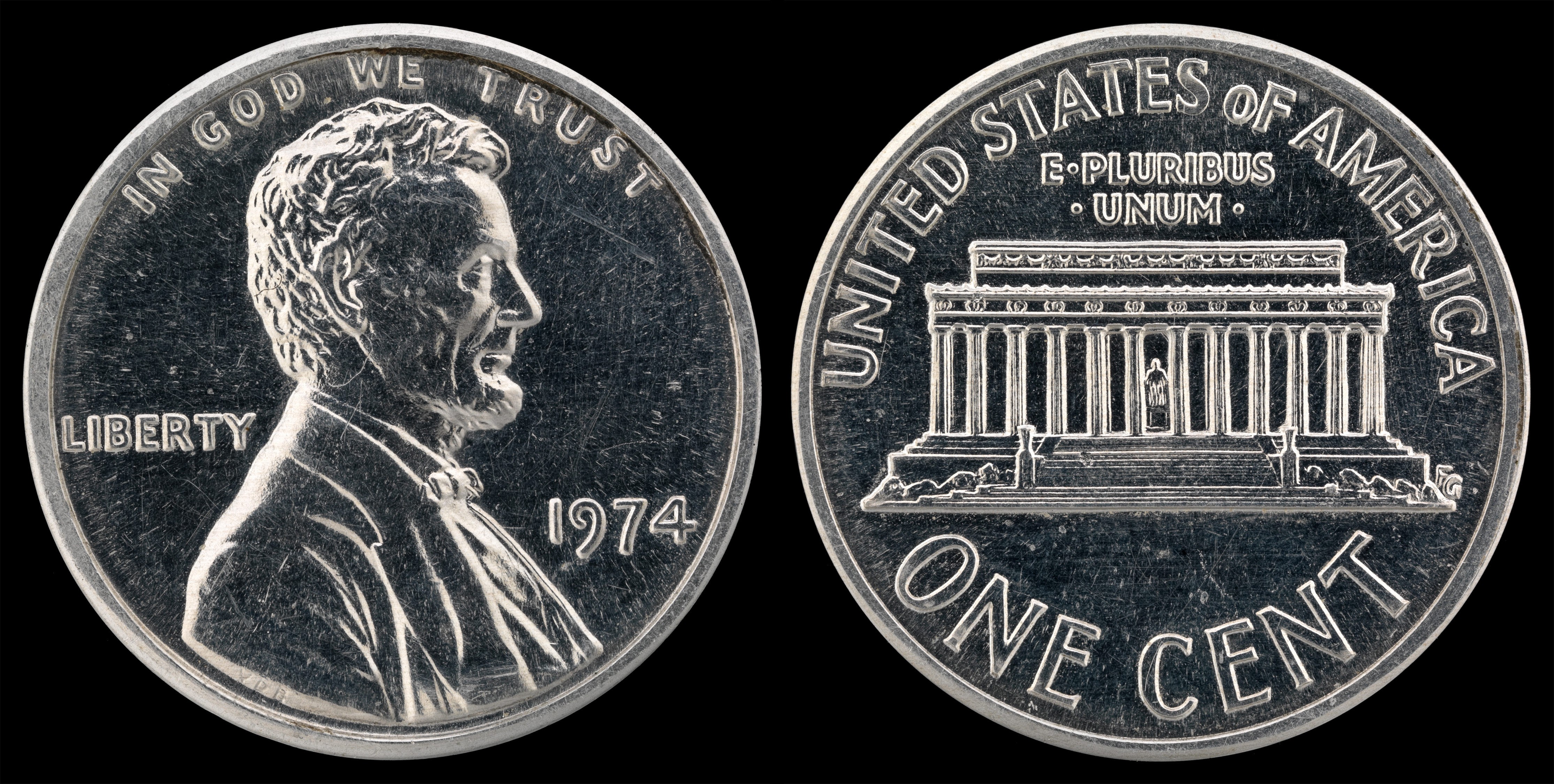
نمط سنت الألومنيوم لعام 1974 ؛ تجربة إزالة النحاس من سنت لينكولن بالكامل

بدأت أسعار النحاس بالارتفاع في عام 1973، إلى الحد الذي اقتربت فيه القيمة الجوهرية للعملة من سنت واحد، وبدأ المواطنون في تخزين السنتات على أمل تحقيق الربح. قررت الدار تبديل العملة إلى سنت من الألومنيوم. وقد سك أكثر من مليون ونصف المليون قطعة من هذا النوع في النصف الثاني من عام 1973، على الرغم من أن تاريخها يعود إلى عام 1974. في جلسات الاستماع بالكونجرس، شهد ممثلو صناعة آلات البيع بأن العملات المعدنية المصنوعة من الألومنيوم من شأنها أن تعطل معداتهم، وتراجعت دار سك النقود عن اقتراحها. وسعت مديرة دار سك العملة ماري بروكس إلى استعادة العينات التي تم توزيعها على أعضاء الكونغرس، لكن 14 عينة ظلت مفقودة، حيث تظاهر المتلقون بعدم معرفة ما حدث لها. تبرعو بقطعة سنت واحدة من الألومنيوم لمؤسسة سميثسونيان لجمع العملات الوطنية؛ وأفادت التقارير أن ضابط شرطة الكابيتول الأمريكي عثر على قطعة سنت أخرى. وأُجريت أيضًا تجارب باستخدام سنتات فولاذية مغطاة بالبرونز. كان من المقرر التخلص منها عندما انفتح كيس منها قبل إدخالها إلى المصهر؛ واحتفظ ببعضها من قبل العمال. كما أنها تعتبر أيضًا ممتلكات حكومية غير قانونية. إدراكًا لحقيقة مفادها أن التغيير في تركيبة النحاس الحالية لا يزال أمرًا لا مفر منه، أقر الكونغرس القانون العام 93-441 في الحادي عشر من أكتوبر عام 1974، والذي ينص على أنه "في كل مرة يرى فيها وزير الخزانة أن مثل هذا الإجراء ضروري لضمان إمداد كافٍ من العملات المعدنية لتلبية الاحتياجات الوطنية، يجوز له أن يحدد تركيبة النحاس والزنك في سبيكة القطعة النقدية ذات السنت الواحد كما يراه مناسبًا".
في عام 1981، وفي مواجهة ارتفاع آخر في أسعار النحاس، قررت دار سك العملة تغيير تركيبة السنت إلى الزنك المغطى بالنحاس. بعد صعوبات في التعاقد وتأخيرات في الإنتاج، سكت أول هذه العملات المعدنية في دار سك النقود في فيلادلفيا (بدون علامة دار السك) في January 7 1982. ولم يتحول دنفر إلى التكوين الجديد حتى October 21. ضربت بعض القطع بالخطأ في البرونز بتاريخ 1983 وهي نادرة للغاية. أٌجريت عدد من التغييرات الصغيرة على تصميم الوجه الأمامي في التسعينيات وأوائل العقد الأول من القرن الحادي والعشرين.

## سنتات لينكولن المئوية الثانية (2009)

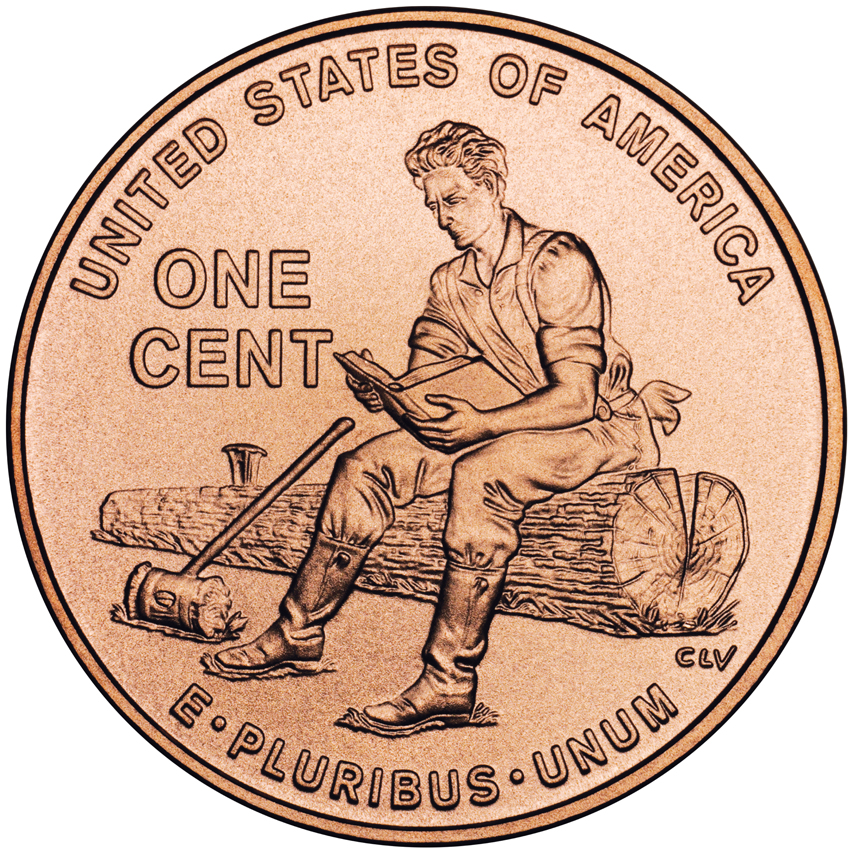
سنوات التكوين في إنديانا

نص قانون العملة الرئاسية بقيمة دولار واحد لعام 2005 على إعادة تصميم الوجه الخلفي للعملة لعام 2009، وإصدار أربعة تصاميم للاحتفال بالذكرى المئوية الثانية لتأسيس أبراهام لينكولن. كان من المفترض أن تكون العملات المعدنية رمزًا لحياة لينكولن المبكرة في كنتاكي وإنديانا، وحياته المهنية في إلينوي، ورئاسته. كشف عن هذه التصاميم September 22 2008، في حفل أقيم في نصب لنكولن التذكاري، وكانت:
- الولادة والطفولة المبكرة في كنتاكي: يتميز هذا التصميم بكابينة خشبية. صمم بواسطة ريتشارد آلان ماسترز ونحته جيم ليكاريتيز. طرح هذا البنس للتداول في الذكرى الـ 200 لميلاد لينكولن، February 12 2009، في حفل خاص في مدرسة مقاطعة لارو الثانوية في هودغنفيل، كنتاكي، مسقط رأس لينكولن.
- سنوات التكوين في إنديانا: يظهر هذا التصميم لينكولن الشاب وهو يقرأ أثناء أخذ استراحة من تقسيم السكك الحديدية. صممه ونحته بواسطة تشارلز فيكرز، وإصدر في May 14 2009.
- الحياة المهنية في إلينوي: يظهر هذا التصميم لينكولن كمحامٍ شاب يقف أمام مبنى الكابيتول في ولاية سبرينغفيلد إلينوي. صمم بواسطة جويل إسكويتز ونحته دون إيفيرهارت. إصدر في August 13 2009.
- الرئاسة في واشنطن العاصمة: يتميز هذا التصميم بقبة الكابيتول نصف المكتملة. صمم بواسطة سوزان جامبل ونحته جوزيف مينا. إصدر هذا السنت الرابع للجمهور في November 12 2009.

كما نص القانون على أن تباع مجموعات هواة الجمع، المصنوعة من نفس السبائك المستخدمة في عام 1909، للجمهور.

## درع الاتحاد على الوجه الآخر "سندات درع" (طرحت في الأسواق عام 2010)
نص قانون العملة الرئاسية بقيمة دولار واحد على أن يحمل السنت، بدءًا من عام 2010، "صورة ترمز إلى حفاظ الرئيس لينكولن على الولايات المتحدة الأمريكية كدولة واحدة وموحدة". في April 16 2009، اجتمعت لجنة الفنون الجميلة (CFA) وأوصت بتصميم أظهر 13 حزم القمح مربوطة مع بعضها البعض بحلقة ترمز إلى الوحدة الأمريكية كأمة واحدة. وبعد ذلك، سحب هذا التصميم لأنه كان مشابهًا للعملات المعدنية الصادرة في ألمانيا في عشرينيات القرن العشرين. كما اجتمعت لجنة المواطنين الاستشارية للعملات المعدنية (CCAC) وأوصت بتصميم يظهر درع الاتحاد مع ONE CENT مطبوعًا في مخطوطة؛ كما طبعت عبارة E pluribus unum في الجزء العلوي من الدرع.
في يونيو 2009، اجتمعت CFA مرة أخرى واختارت هذه المرة تصميمًا يتضمن نسخة حديثة من العلم الأمريكي. وكجزء من حفل إصدار آخر سنتات 2009 في November 12 2009، إعلن عن تصميم سنت 2010. كان التصميم الذي اختارته CCAC هو درع الاتحاد. وفقًا للدار، فإن الخطوط الثلاثة عشر الموجودة على الدرع "تمثل الولايات المتحدة التي انضمت إلى اتحاد واحد متماسك لدعم الحكومة الفيدرالية، ويمثلها الشريط الأفقي أعلاه". صمم الوجه الخلفي الجديد بواسطة الفنان ليندال باس ونحته النحات والنقاش جوزيف مينا من دار سك العملة الأمريكية. أعادت دار السك نقش الوجه الأمامي، وعادت إلى الجلفانو الأصلي لعام 1909 أثناء تحضير القوالب الجديدة. ومع ذلك، لم تعد دار السك إلى ضرب القطع بالنقش البارز لعام 1909 - فقد ضربت القطعة منذ فترة طويلة بنقش بارز أقل بكثير من القطع الأصلية.
في يناير 2010، إصدرت العملات المعدنية الجديدة مبكرًا في بورتوريكو؛ وكان هذا بسبب نقص السنتات في الجزيرة. إصدرت سنتات التصميم الجديد رسميًا في حفل أقيم في مكتبة أبراهام لينكولن الرئاسية في سبرينغفيلد، إلينوي، في February 11 2010.
في أوائل يناير 2017، ظهرت في التداول سنتات تحمل التاريخ الحالي وعلامة الدار النقدية P. ولم تعلن دار سك العملة عن مثل هذه العملات المعدنية، لكنها أكدت صحتها، مشيرة إلى أن العملات المعدنية تحمل علامة الدار تكريما للذكرى السنوية الـ 225 لتأسيس الدار. حصلت جميع السنتات التي سكت في فيلادلفيا في عام 2017 على علامة الدار، ولكن السنتات التي سكت في عام 2018 وما بعده لا تحصل على علامة الدار.
في فبراير 2019، أعلنت دار سك العملة أن دار سك العملة في ويست بوينت سوف تضرب سنتات تحمل علامة دار سك العملة W. لا تصدر للتداول، ولكن تضرب بثلاثة أشكال مختلفة لثلاث مجموعات سنوية من العام: غير متداولة، وإثبات، وإثبات عكسي.
قانون إعادة تصميم العملات المعدنية المتداولة القابلة للتحصيل لعام 2020 ( قانون عام. 116–330 (text) (PDF) وقعوا عليه من قبل الرئيس دونالد ترامب في 13 يناير 2021. وينص هذا القانون، من بين أمور أخرى، على تصميمات خاصة لمدة عام واحد للعملات المعدنية المتداولة في عام 2026، بما في ذلك السنت، بمناسبة الذكرى المئوية الثانية والخمسين للولايات المتحدة، مع تصميم يصور امرأة.

## معرض الصور

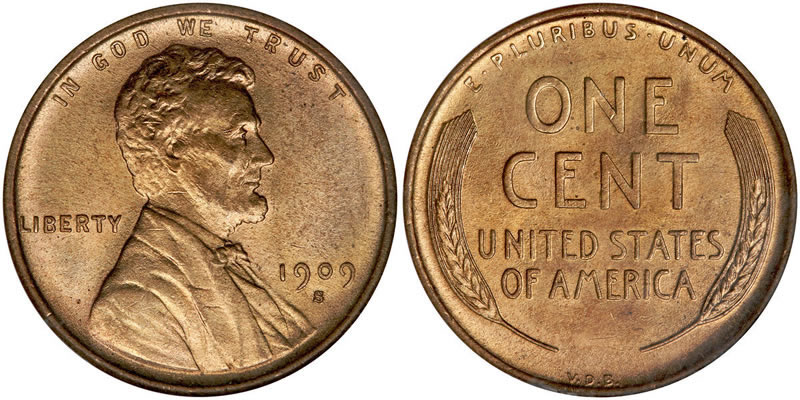
عملة VDB Lincoln Cent نادرة من عام 1909-S ، مع الأحرف الأولى من اسم Brenner في قاعدة الوجه الخلفي.
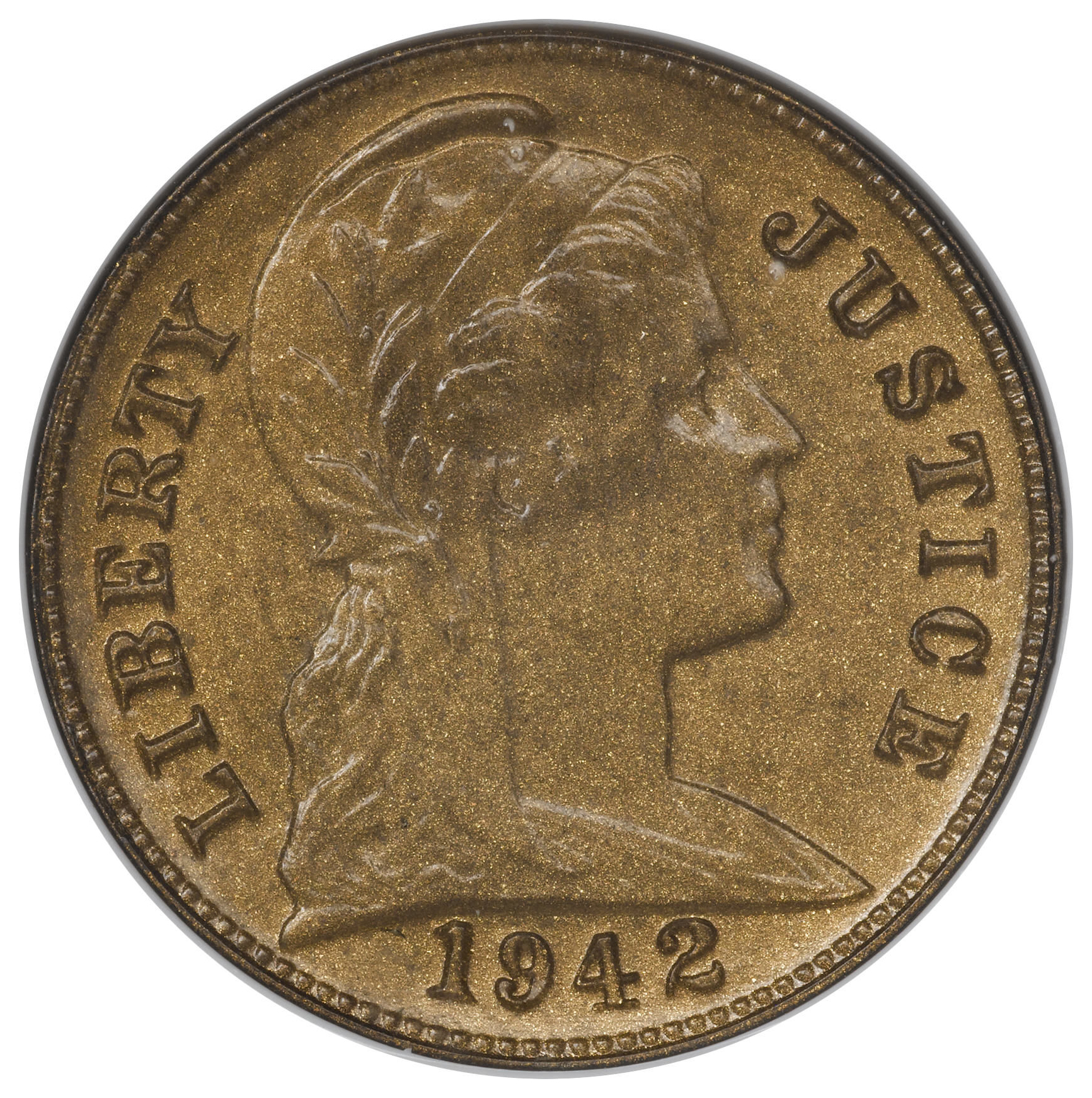
سنت تجريبي من عام 1942
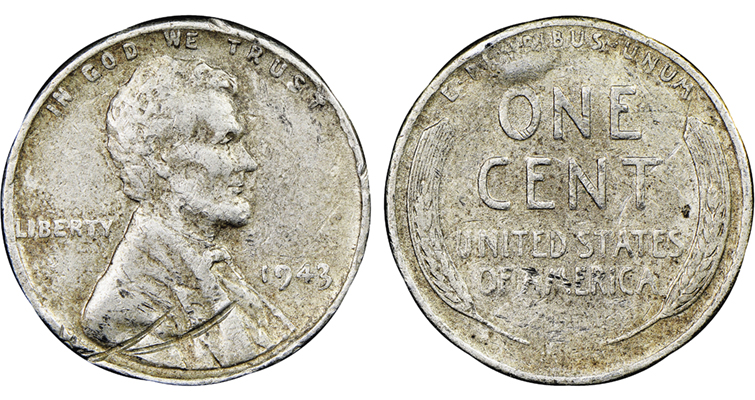
المثال الوحيد المعروف لعملة القصدير الصادرة عام 1943.
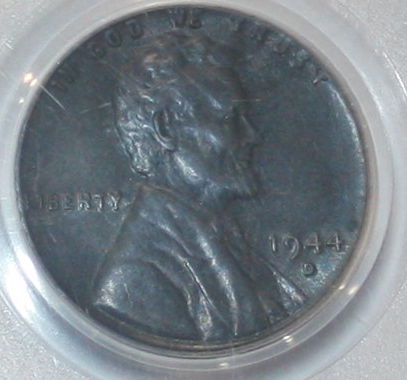
من المعروف أن هناك عشرة أو أقل من العملات المعدنية الصادرة عام 1944-D.
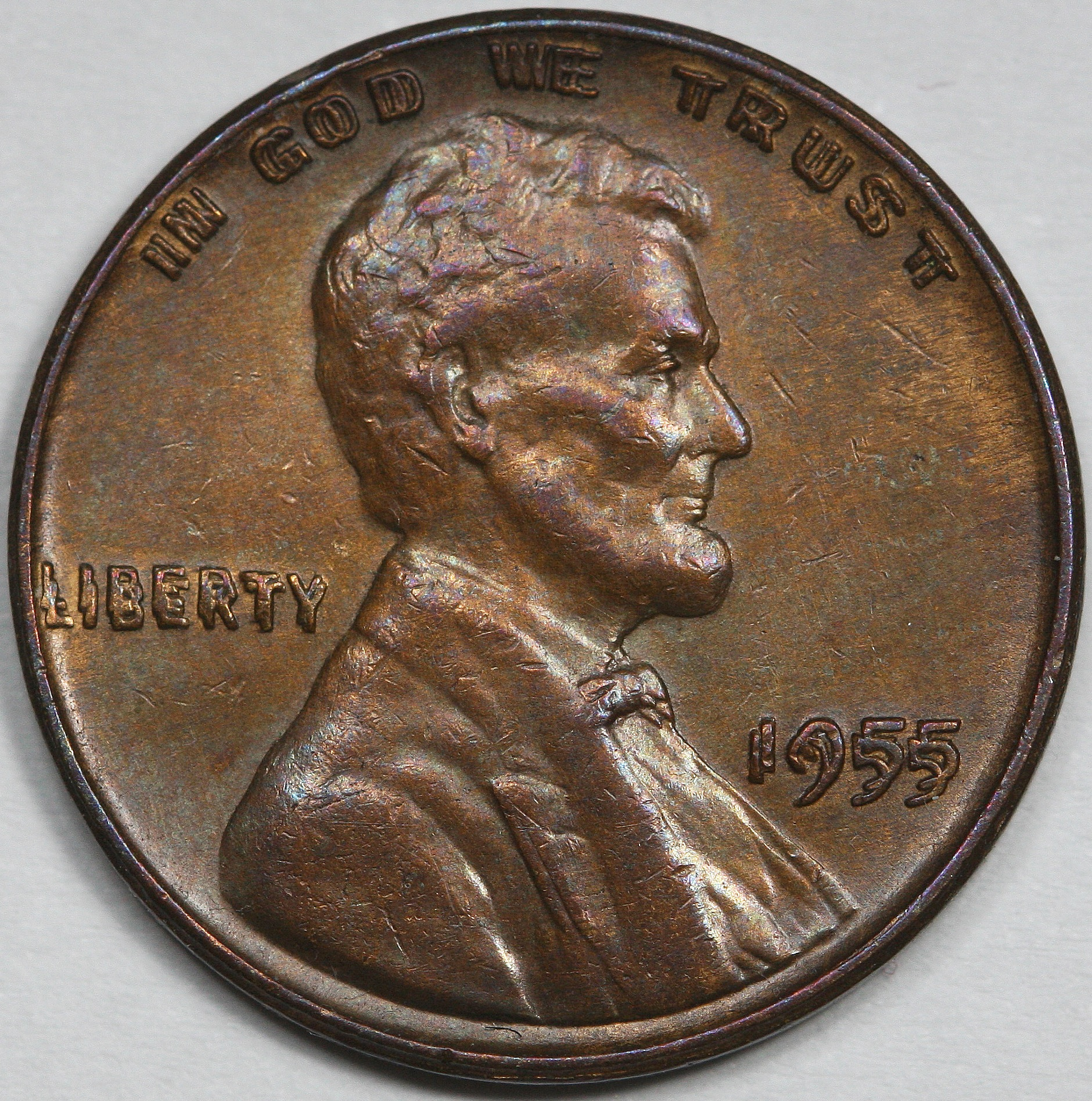
سنت مزدوج القالب 1955
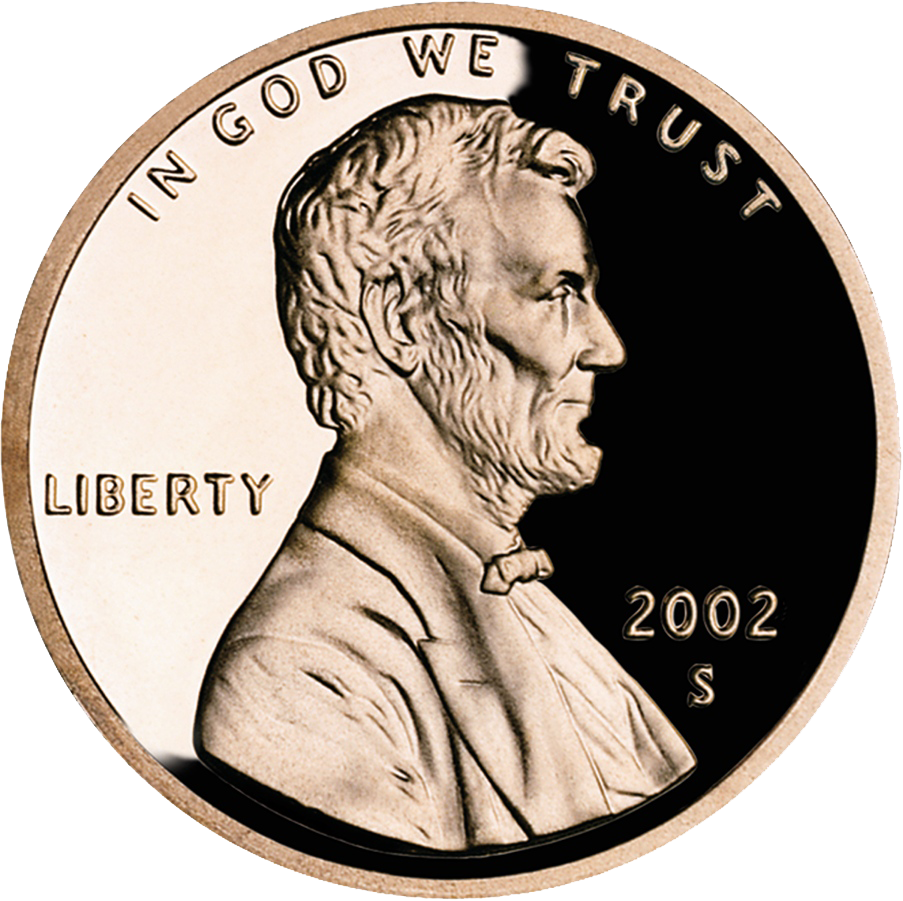
عملة معدنية من نوع لينكولن عالية الجودة مع نقش بارز، الوجه
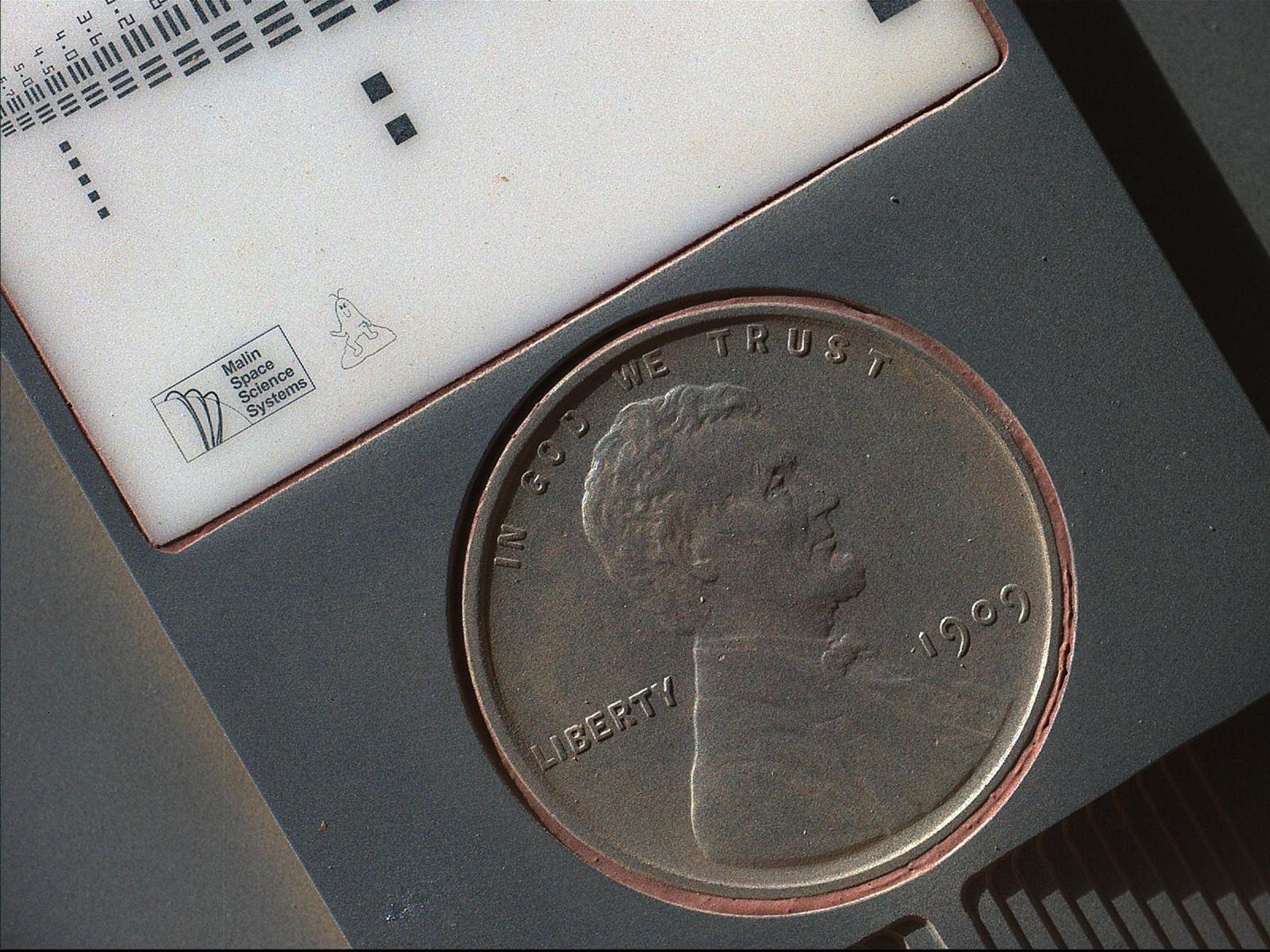
1909 VDB "US Lincoln Penny" - على كوكب المريخ - جزء من هدف المعايرة على مركبة كيوريوسيتي (10 سبتمبر 2012) ( نسخة ثلاثية الأبعاد ) ( أيضًا، الصورة التقطت في 2 أكتوبر 2013، بعد 411 يومًا على المريخ ).

## روابط خارجية
قالب:Coinage (United States)
- تكوين السنت نسخة محفوظة 2008-12-21 على موقع واي باك مشين. من موقع دار سك العملة الأمريكية
- أهم 10 أشياء لم تكن تعرفها عن البنس - عرض شرائح من مجلة تايم
- 14 ديسمبر 2006، بيان صحفي صادر عن دار سك العملة الأمريكية بشأن القواعد الجديدة التي تحظر صهر البنسات والنيكل نسخة محفوظة May 27, 2016, على موقع واي باك مشين.
- عملة لينكولن الأمريكية على كوكب المريخ – مركبة كيوريوسيتي (10 سبتمبر 2012) ( نسخة ثلاثية الأبعاد ).
- سك سنتات لينكولن في دار سك العملة بالولايات المتحدة